# مايك سوندرز (صحفي)
مايك سوندرز (بالإنجليزية: Mike Saunders)‏ هو صحفي أمريكي، ولد في 1 مايو 1952 في ليتل روك في الولايات المتحدة.

## وصلات خارجية
- مايك سوندرز على موقع ميوزك برينز (الإنجليزية)
- مايك سوندرز على موقع ديسكوغز (الإنجليزية)